# Tysk-österrikiska backhopparveckan
Tysk-österrikiska backhopparveckan (tyska: Deutsch-Österreichische Skisprung-Woche) eller Fyrbacksturneringen (tyska: Vierschanzentournee), är en årlig backhoppningstävling och har avgjorts sedan säsongen 1952/1953. Evenemanget ingår i världscupen sedan denna hade premiär säsongen 1979/1980.
Den avgörs genom fyra deltävlingar runt nyår i Tyskland och Österrike. De fyra tävlingsorterna är: Schattenbergbacken i Oberstdorf, Große Olympiaschanze i Garmisch-Partenkirchen, Bergiselschanze i Innsbruck och Paul-Ausserleitner-Schanze  i Bischofshofen.
Hoppningarna i Garmisch-Partenkirchen är en tradition förknippad med nyårsdagen. Tävlingarna i Garmisch-Partenkirchen har direktsänts i SVT sedan 1959 och är därmed ett av de äldsta programmen i svensk TV-historia. Sändningarna gjorde av ekonomiska skäl ett uppehåll under åren 2005-2011. Sven "Plex" Petersson var kommentator fram till 1998. De senaste åren har bland annat de svenska backhopparna Anders Daun och Fredrik Balkåsen hörts som experter i sändningarna som numera ingår i SVT:s vintersportsatsning Vinterstudion.
Finlands Janne Ahonen är den som vunnit tävlingen flest gånger med sina fem segrar (1998/1999, 2002/2003, 2004/2005, 2005/2006 och 2007/2008). Norges Bjørn Wirkola och Helmut Recknagel  är de som har vunnit tävlingen tre år i rad (1966/1967, 1967/1968 och 1968/1969) och (1957/1958, 1958/1959 och 1960/1961).

## Vinnare
| År        | Oberstdorf                         | Garmisch- Partenkirchen          | Innsbruck                          | Bischofshofen                    | Totalsegrare                                |
| --------- | ---------------------------------- | -------------------------------- | ---------------------------------- | -------------------------------- | ------------------------------------------- |
| 1953      | Erling Kroken, Norge               | Asgeir Dølplads, Norge           | Sepp Bradl, Österrike              | Halvor Næs, Norge                | Sepp Bradl, Österrike                       |
| 1953/1954 | Olaf B. Bjørnstad, Norge           | Olaf B. Bjørnstad, Norge         | Olaf B. Bjørnstad, Norge           | Sepp Bradl, Österrike            | Olaf B. Bjørnstad, Norge                    |
| 1954/1955 | Aulis Kallakorpi, Finland          | Aulis Kallakorpi, Finland        | Torbjørn Ruste, Norge              | Torbjørn Ruste, Norge            | Hemmo Silvennoinen, Finland                 |
| 1955/1956 | Eino Kirjonen, Finland             | Hemmo Silvennoinen, Finland      | Koba Zakadse, Sovjetunionen        | Jurij Skorzov, Sovjetunionen     | Nikolaj Kamenskij, Sovjetunionen            |
| 1956/1957 | Pentti Uotinen, Finland            | Nikolaj Kamenskij, Sovjetunionen | Nikolaj Sjamov, Sovjetunionen      | Eino Kirjonen, Finland           | Pentti Uotinen, Finland                     |
| 1957/1958 | Nikolaj Kamenskij, Sovjetunionen   | Willi Egger, Österrike           | Helmut Recknagel, Östtyskland      | Helmut Recknagel, Östtyskland    | Helmut Recknagel, Östtyskland               |
| 1958/1959 | Helmut Recknagel, Östtyskland      | Helmut Recknagel, Östtyskland    | Helmut Recknagel, Östtyskland      | Walter Habersatter, Österrike    | Helmut Recknagel, Östtyskland               |
| 1959/1960 | Max Bolkart, Västtyskland          | Max Bolkart, Västtyskland        | Max Bolkart, Västtyskland          | Albin Plank, Österrike           | Max Bolkart, Västtyskland                   |
| 1960/1961 | Juhani Kärkinen, Finland           | Koba Zakadse, Sovjetunionen      | Kalevi Kärkinen, Finland           | Helmut Recknagel, Östtyskland    | Helmut Recknagel, Östtyskland               |
| 1961/1962 | Eino Kirjonen, Finland             | Georg Thoma, Västtyskland        | Willi Egger, Österrike             | Willi Egger, Österrike           | Eino Kirjonen, Finland                      |
| 1962/1963 | Toralf Engan, Norge                | Toralf Engan, Norge              | Toralf Engan, Norge                | Torbjørn Yggeseth, Norge         | Toralf Engan, Norge                         |
| 1963/1964 | Torbjørn Yggeseth, Norge           | Veikko Kankkonen, Finland        | Veikko Kankkonen, Finland          | Baldur Preiml, Österrike         | Veikko Kankkonen, Finland                   |
| 1964/1965 | Torgeir Brandtzæg, Norge           | Erkki Pukka, Finland             | Torgeir Brandtzæg, Norge           | Bjørn Wirkola, Norge             | Torgeir Brandtzæg, Norge                    |
| 1965/1966 | Veikko Kankkonen, Finland          | Paavo Lukkariniemi, Finland      | Dieter Neuendorf, Östtyskland      | Veikko Kankkonen, Finland        | Veikko Kankkonen, Finland                   |
| 1966/1967 | Dieter Neuendorf, Östtyskland      | Bjørn Wirkola, Norge             | Bjørn Wirkola, Norge               | Bjørn Wirkola, Norge             | Bjørn Wirkola, Norge                        |
| 1967/1968 | Dieter Neuendorf, Östtyskland      | Bjørn Wirkola, Norge             | Garij Napalkov, Sovjetunionen      | Jiří Raška, Tjeckoslovakien      | Bjørn Wirkola, Norge                        |
| 1968/1969 | Bjørn Wirkola, Norge               | Bjørn Wirkola, Norge             | Bjørn Wirkola, Norge               | Jiří Raška, Tjeckoslovakien      | Bjørn Wirkola, Norge                        |
| 1969/1970 | Garij Napalkov, Sovjetunionen      | Jiří Raška, Tjeckoslovakien      | Bjørn Wirkola, Norge               | Jiří Raška, Tjeckoslovakien      | Horst Queck, Östtyskland                    |
| 1970/1971 | Ingolf Mork, Norge                 | Ingolf Mork, Norge               | Zbyněk Hubač, Tjeckoslovakien      | Ingolf Mork, Norge               | Jiří Raška, Tjeckoslovakien                 |
| 1971/1972 | Yukio Kasaya, Japan                | Yukio Kasaya, Japan              | Yukio Kasaya, Japan                | Ingolf Mork, Norge               | Ingolf Mork, Norge                          |
| 1972/1973 | Rainer Schmidt, Östtyskland        | Rainer Schmidt, Östtyskland      | Sergej Botsjkov, Sovjetunionen     | Rudolf Höhnl, Tjeckoslovakien    | Rainer Schmidt, Östtyskland                 |
| 1973/1974 | Hans-Georg Aschenbach, Östtyskland | Walter Steiner, Schweiz          | Hans-Georg Aschenbach, Östtyskland | Bernd Eckstein, Östtyskland      | Hans-Georg Aschenbach, Östtyskland          |
| 1974/1975 | Willi Pürstl, Österrike            | Karl Schnabl, Österrike          | Karl Schnabl, Österrike            | Karl Schnabl, Österrike          | Willi Pürstl, Österrike                     |
| 1975/1976 | Toni Innauer, Österrike            | Toni Innauer, Österrike          | Jochen Danneberg, Östtyskland      | Toni Innauer, Österrike          | Jochen Danneberg, Östtyskland               |
| 1976/1977 | Toni Innauer, Österrike            | Jochen Danneberg, Östtyskland    | Henry Glass, Östtyskland           | Walter Steiner, Schweiz          | Jochen Danneberg, Östtyskland               |
| 1977/1978 | Matthias Buse, Östtyskland         | Jochen Danneberg, Östtyskland    | Per Bergerud, Norge                | Kari Ylianttila, Finland         | Kari Ylianttila, Finland                    |
| 1978/1979 | Jurij Ivanov, Sovjetunionen        | Josef Samek, Tjeckoslovakien     | Pentti Kokkonen, Finland           | Pentti Kokkonen, Finland         | Pentti Kokkonen, Finland                    |
| 1979/1980 | Jochen Danneberg, Östtyskland      | Hubert Neuper, Österrike         | Hubert Neuper, Österrike           | Martin Weber, Östtyskland        | Hubert Neuper, Österrike                    |
| 1980/1981 | Hubert Neuper, Österrike           | Horst Bulau, Kanada              | Jari Puikkonen, Finland            | Armin Kogler, Österrike          | Hubert Neuper, Österrike                    |
| 1981/1982 | Matti Nykänen, Finland             | Roger Ruud, Norge                | Manfred Deckert, Östtyskland       | Hubert Neuper, Österrike         | Manfred Deckert, Östtyskland                |
| 1982/1983 | Horst Bulau, Kanada                | Armin Kogler, Österrike          | Matti Nykänen, Finland             | Jens Weissflog, Östtyskland      | Matti Nykänen, Finland                      |
| 1983/1984 | Klaus Ostwald, Östtyskland         | Jens Weissflog, Östtyskland      | Jens Weissflog, Östtyskland        | Jens Weissflog, Östtyskland      | Jens Weissflog, Östtyskland                 |
| 1984/1985 | Ernst Vettori, Östtyskland         | Jens Weissflog, Östtyskland      | Matti Nykänen, Finland             | Hroar Stjernen, Norge            | Jens Weissflog, Östtyskland                 |
| 1985/1986 | Pekka Suorsa, Finland              | Pavel Ploc, Tjeckoslovakien      | Jari Puikkonen, Finland            | Ernst Vettori, Österrike         | Ernst Vettori, Österrike                    |
| 1986/1987 | Vegard Opaas, Norge                | Andreas Bauer, Västtyskland      | Primož Ulaga, Jugoslavien          | Tuomo Ylipulli, Finland          | Ernst Vettori, Österrike                    |
| 1987/1988 | Pavel Ploc, Tjeckoslovakien        | Matti Nykänen, Finland           | Matti Nykänen, Finland             | Matti Nykänen, Finland           | Matti Nykänen, Finland                      |
| 1988/1989 | Dieter Thoma, Västtyskland         | Matti Nykänen, Finland           | Jan Boklöv, Sverige                | Mike Holland, USA                | Risto Laakkonen, Finland                    |
| 1989/1990 | Dieter Thoma, Västtyskland         | Jens Weissflog, Östtyskland      | Ari-Pekka Nikkola, Finland         | František Jež, Tjeckoslovakien   | Dieter Thoma, Västtyskland                  |
| 1990/1991 | Jens Weissflog, Tyskland           | Jens Weissflog, Tyskland         | Ari-Pekka Nikkola, Finland         | Andreas Felder, Österrike        | Jens Weissflog, Tyskland                    |
| 1991/1992 | Toni Nieminen, Finland             | Andreas Felder, Österrike        | Toni Nieminen, Finland             | Toni Nieminen, Finland           | Toni Nieminen, Finland                      |
| 1992/1993 | Christof Duffner, Tyskland         | Noriaki Kasai, Japan             | Andreas Goldberger, Österrike      | Andreas Goldberger, Österrike    | Andreas Goldberger, Österrike               |
| 1993/1994 | Jens Weissflog, Tyskland           | Espen Bredesen, Norge            | Andreas Goldberger, Österrike      | Espen Bredesen, Norge            | Espen Bredesen, Norge                       |
| 1994/1995 | R. Schwarzenberger, Österrike      | Janne Ahonen, Finland            | Kazuyoshi Funaki, Japan            | Andreas Goldberger, Österrike    | Andreas Goldberger, Österrike               |
| 1995/1996 | Mika Laitinen, Finland             | R. Schwarzenberger, Österrike    | Andreas Goldberger, Österrike      | Jens Weissflog, Tyskland         | Jens Weissflog, Tyskland                    |
| 1996/1997 | Dieter Thoma, Tyskland             | Primož Peterka, Slovenien        | Kazuyoshi Funaki, Japan            | Dieter Thoma, Tyskland           | Primož Peterka, Slovenien                   |
| 1997/1998 | Kazuyoshi Funaki, Japan            | Kazuyoshi Funaki, Japan          | Kazuyoshi Funaki, Japan            | Sven Hannawald, Tyskland         | Kazuyoshi Funaki, Japan                     |
| 1998/1999 | Martin Schmitt, Tyskland           | Martin Schmitt, Tyskland         | Noriaki Kasai, Japan               | Andreas Widhölzl, Österrike      | Janne Ahonen, Finland                       |
| 1999/2000 | Martin Schmitt, Tyskland           | Andreas Widhölzl, Österrike      | Andreas Widhölzl, Österrike        | Andreas Widhölzl, Österrike      | Andreas Widhölzl, Österrike                 |
| 2000/2001 | Martin Schmitt, Tyskland           | Noriaki Kasai, Japan             | Adam Małysz, Polen                 | Adam Małysz, Polen               | Adam Małysz, Polen                          |
| 2001/2002 | Sven Hannawald, Tyskland           | Sven Hannawald, Tyskland         | Sven Hannawald, Tyskland           | Sven Hannawald, Tyskland         | Sven Hannawald, Tyskland                    |
| 2002/2003 | Sven Hannawald, Tyskland           | Primož Peterka, Slovenien        | Janne Ahonen, Finland              | Bjørn Einar Romøren, Norge       | Janne Ahonen, Finland                       |
| 2003/2004 | Sigurd Pettersen, Norge            | Sigurd Pettersen, Norge          | Peter Žonta, Slovenien             | Sigurd Pettersen, Norge          | Sigurd Pettersen, Norge                     |
| 2004/2005 | Janne Ahonen, Finland              | Janne Ahonen, Finland            | Janne Ahonen, Finland              | Martin Höllwarth, Österrike      | Janne Ahonen, Finland                       |
| 2005/2006 | Janne Ahonen, Finland              | Jakub Janda, Tjeckien            | Lars Bystøl, Norge                 | Janne Ahonen, Finland            | Janne Ahonen, Finland Jakub Janda, Tjeckien |
| 2006/2007 | Gregor Schlierenzauer, Österrike   | Andreas Küttel, Schweiz          | Anders Jacobsen, Norge             | Gregor Schlierenzauer, Österrike | Anders Jacobsen, Norge                      |
| 2007/2008 | Thomas Morgenstern, Österrike      | Gregor Schlierenzauer, Österrike | Janne Ahonen, Finland              | Janne Ahonen, Finland            | Janne Ahonen, Finland                       |
| 2008/2009 | Simon Ammann, Schweiz              | Wolfgang Loitzl, Österrike       | Wolfgang Loitzl, Österrike         | Wolfgang Loitzl, Österrike       | Wolfgang Loitzl, Österrike                  |
| 2009/2010 | Andreas Kofler, Österrike          | Gregor Schlierenzauer, Österrike | Gregor Schlierenzauer, Österrike   | Thomas Morgenstern, Österrike    | Andreas Kofler, Österrike                   |
| 2010/2011 | Thomas Morgenstern, Österrike      | Simon Ammann, Schweiz            | Thomas Morgenstern, Österrike      | Tom Hilde, Norge                 | Thomas Morgenstern, Österrike               |
| 2011/2012 | Gregor Schlierenzauer, Österrike   | Gregor Schlierenzauer, Österrike | Andreas Kofler, Österrike          | Thomas Morgenstern, Österrike    | Gregor Schlierenzauer, Österrike            |
| 2012/2013 | Anders Jacobsen, Norge             | Anders Jacobsen, Norge           | Gregor Schlierenzauer, Österrike   | Gregor Schlierenzauer, Österrike | Gregor Schlierenzauer, Österrike            |
| 2013/2014 | Simon Ammann, Schweiz              | Thomas Diethart, Österrike       | Thomas Diethart, Österrike         | Anssi Koivuranta, Finland        | Thomas Diethart, Österrike                  |
| 2014/2015 | Stefan Kraft, Österrike            | Anders Jacobsen, Norge           | Richard Freitag, Tyskland          | Michael Hayböck, Österrike       | Stefan Kraft, Österrike                     |
| 2015/2016 | Severin Freund, Tyskland           | Peter Prevc, Slovenien           | Peter Prevc, Slovenien             | Peter Prevc, Slovenien           | Peter Prevc, Slovenien                      |
| 2016/2017 | Stefan Kraft, Österrike            | Daniel-André Tande, Norge        | Daniel-André Tande, Norge          | Kamil Stoch, Polen               | Kamil Stoch, Polen                          |
| 2017/2018 | Kamil Stoch, Polen                 | Kamil Stoch, Polen               | Kamil Stoch, Polen                 | Kamil Stoch, Polen               | Kamil Stoch, Polen                          |
| 2018/2019 | Ryoyu Kobayashi, Japan             | Ryoyu Kobayashi, Japan           | Ryoyu Kobayashi, Japan             | Ryoyu Kobayashi, Japan           | Ryoyu Kobayashi, Japan                      |
| 2019/2020 | Ryoyu Kobayashi, Japan             | Marius Lindvik, Norge            | Marius Lindvik, Norge              | Dawid Kubacki, Polen             | Dawid Kubacki, Polen                        |
| 2020/2021 | Karl Geiger, Tyskland              | Dawid Kubacki, Polen             | Kamil Stoch, Polen                 | Kamil Stoch, Polen               | Kamil Stoch, Polen                          |
| 2021/2022 | Ryōyū Kobayashi, Japan             | Ryōyū Kobayashi, Japan           | Ryōyū Kobayashi, Japan             | Daniel Huber, Österrike          | Ryōyū Kobayashi, Japan                      |
| 2022/2023 | Halvor Egner Granerud, Norge       | Halvor Egner Granerud, Norge     | Dawid Kubacki, Polen               | Halvor Egner Granerud, Norge     | Halvor Egner Granerud, Norge                |
| 2023/2024 | Andreas Wellinger, Tyskland        | Anže Lanišek, Slovenien          | Jan Hörl, Österrike                | Stefan Kraft, Österrike          | Ryōyū Kobayashi, Japan                      |
| 2024/2025 | Stefan Kraft, Österrike            | Daniel Tschofenig, Österrike     | Stefan Kraft, Österrike            | Daniel Tschofenig, Österrike     | Daniel Tschofenig, Österrike                |

Källor:  (alla vinnare)

## Övrigt
- Säsongen 2005/2006 delade Janne Ahonen, Finland och Jakub Janda, Tjeckien slutsegern efter exakt samma totalpoäng.
- Sven Hannawald, Tyskland och Kamil Stoch, Polen samt Ryōyū Kobayashi, Japan är de enda som vunnit alla fyra deltävlingarna samma säsong, 2001/2002 respektive 2017/2018 och 2018/2019.[4]
- Traditionellt har ordningen för deltävlingarna varit: Oberstdorf, Garmisch-Partenkirchen, Innsbruck, Bischofshofen, med följande undantag.
  - 1953: Deltävlingen i Garmisch-Partenkirchen först, och sedan Oberstdorf.
  - 1956/1957, 1961/1962, 1962/1963: Deltävlingen i Innsbruck var den andra, och Garmisch-Partenkirchen tredje.
  - 1971/1972: Innsbruck först, Oberstdorf tredje deltävlingen.
  - 2007/2008, 2021/2022: Deltävlingen i Innsbruck avbröts av dåliga väderförhållanden, och ersattes i stället av en extra deltävling i Bischofshofen.[5]

## Bildgalleri

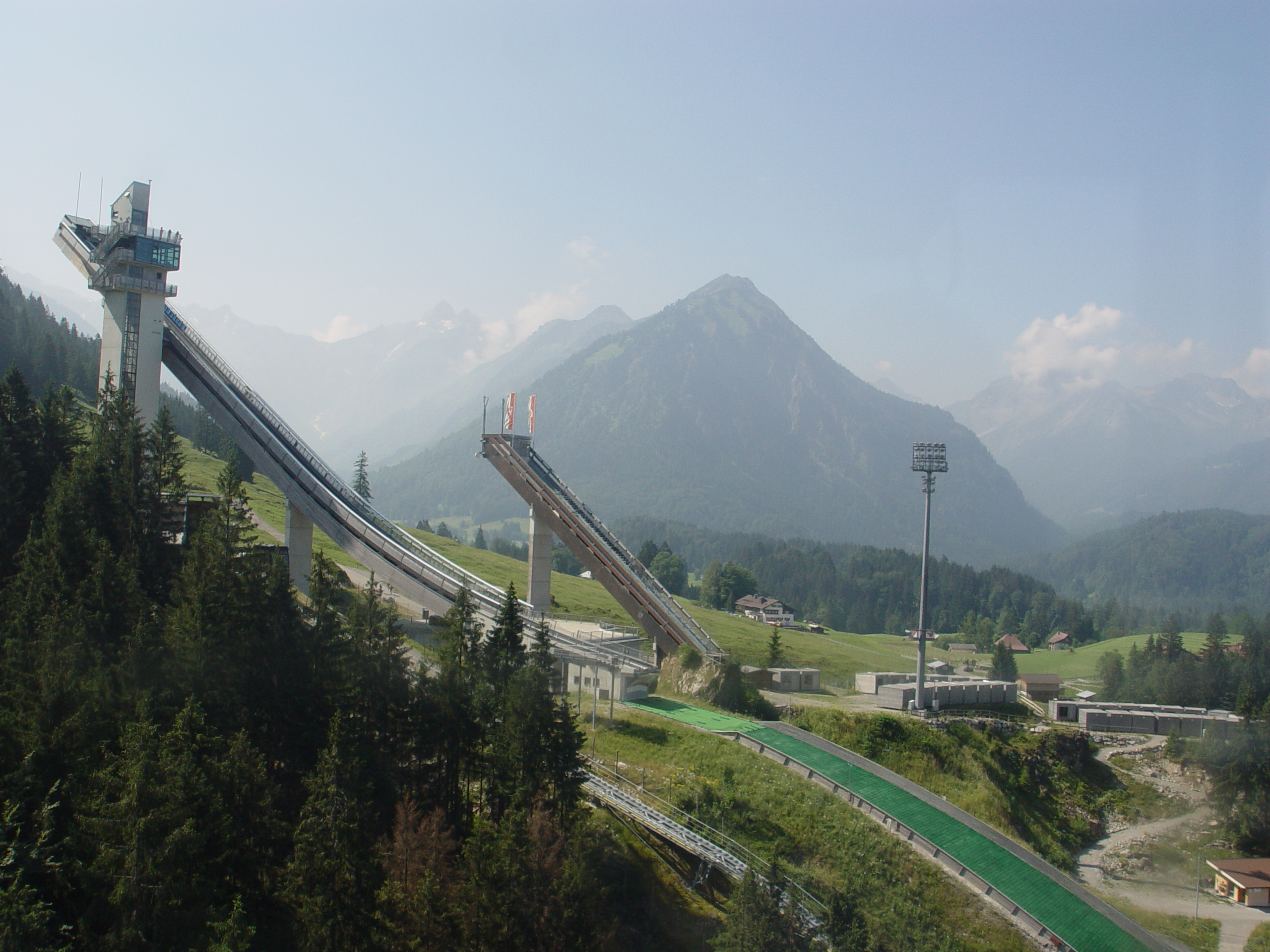
Schattenbergschanze i Obersdorf.
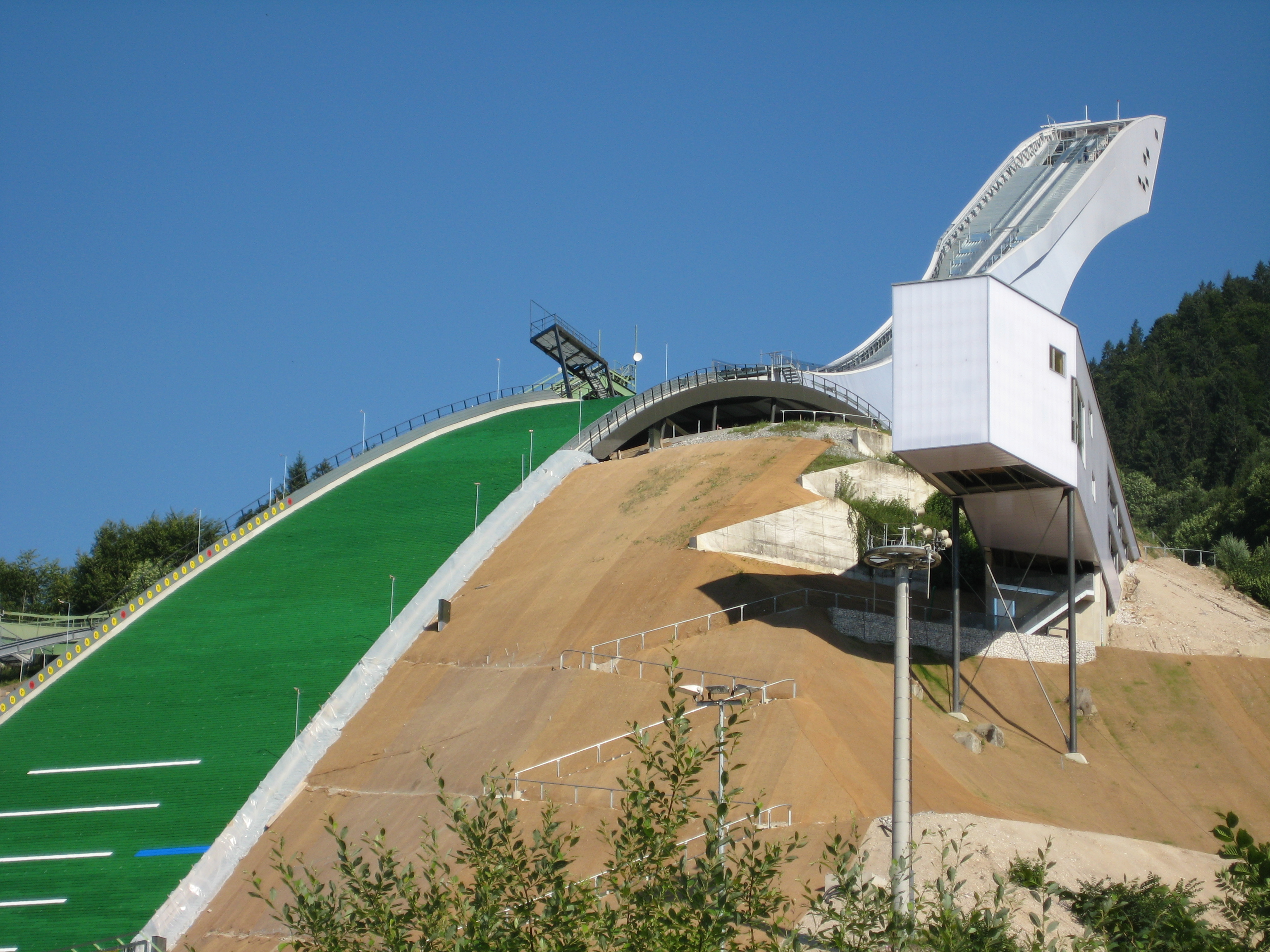
Große Olympiaschanze i Garmisch-Partenkirchen.
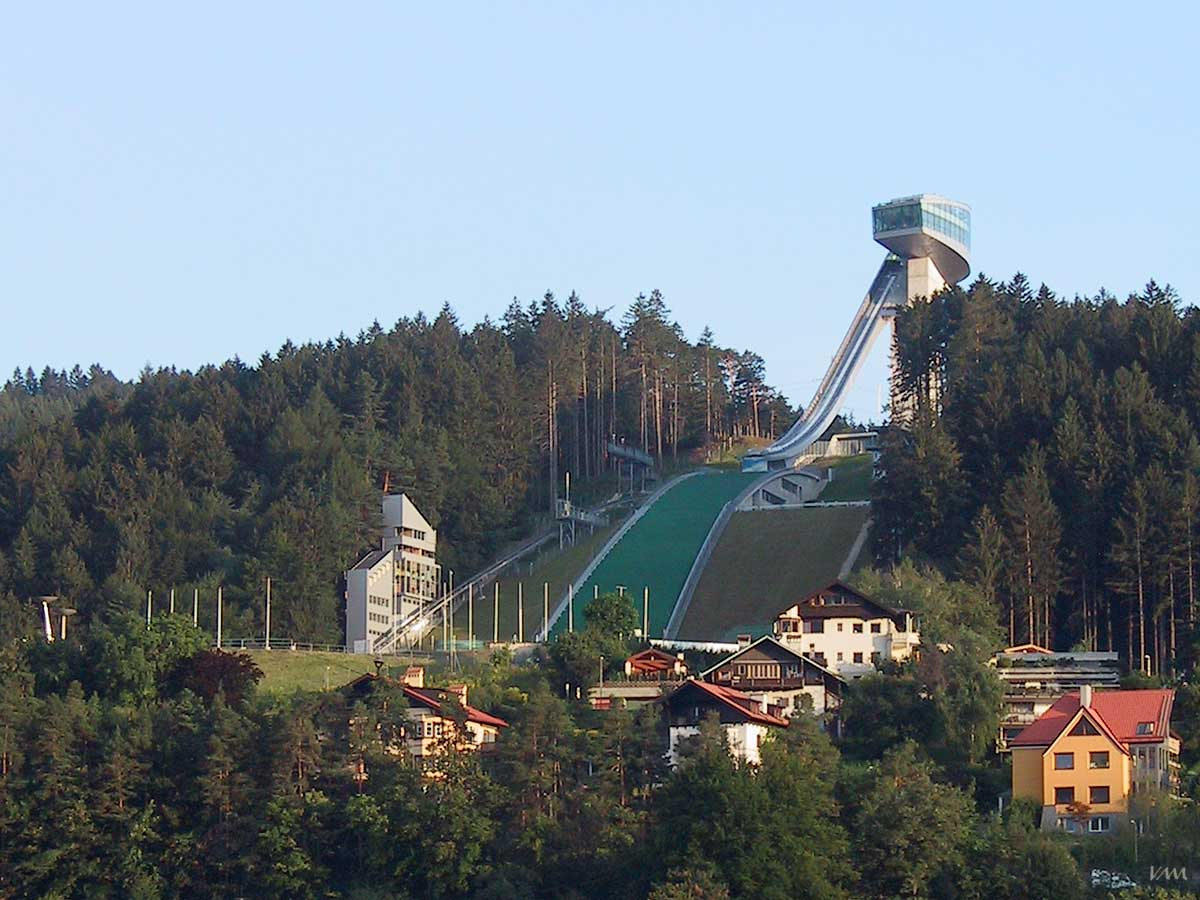
Bergiselschanze i Innsbruck.
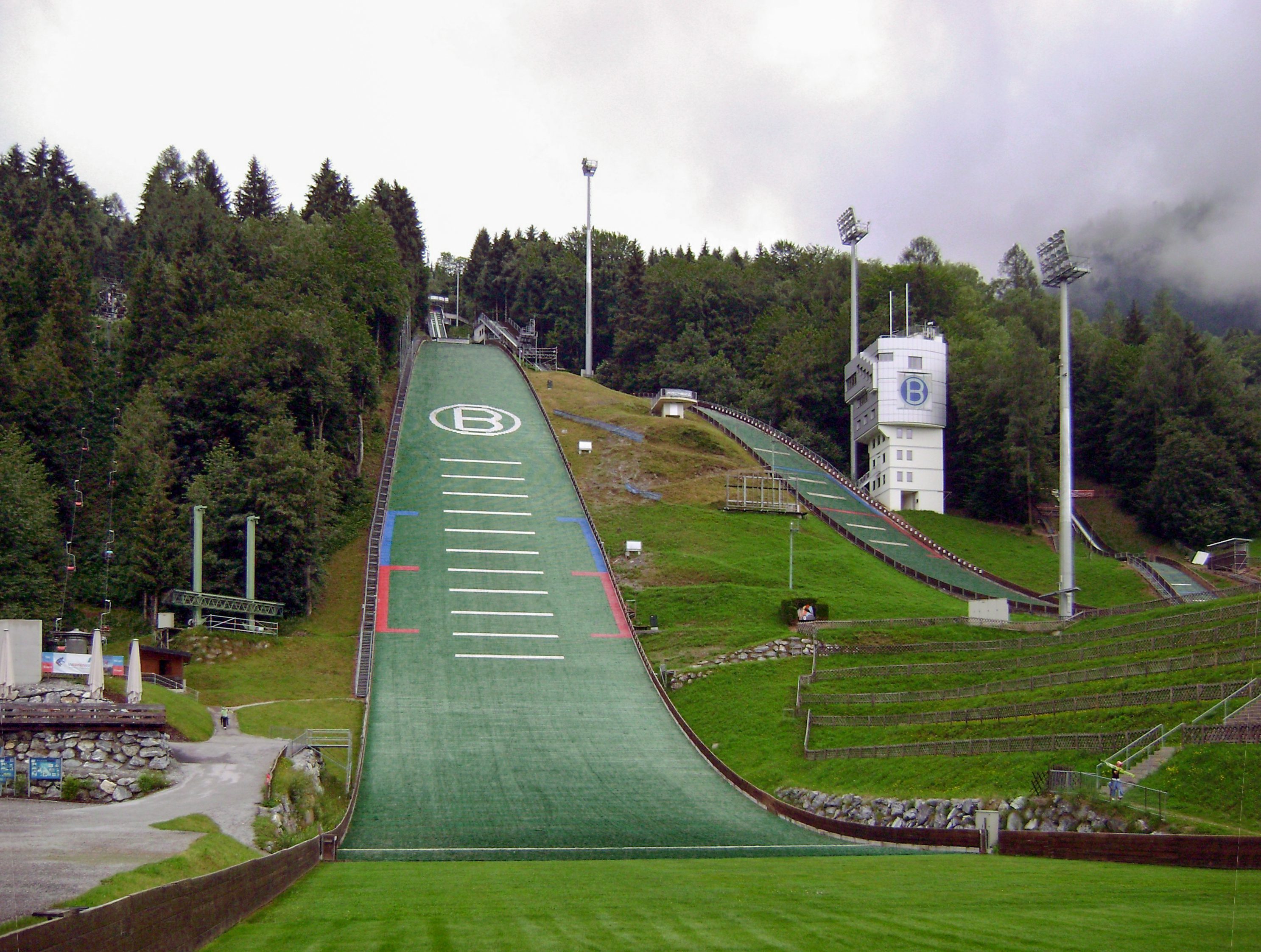
Paul-Ausserleitner-Schanze i Bischofshofen.